# 張傳烱
張傳炯（1928年10月23日—2024年2月1日），臺灣神經暨器官間傳導生理學以及藥理學專家，中央研究院院士。

## 生平
張傳炯，1928年10月23日出生於日屬臺灣高雄州（今屏東縣），先後畢業於國立臺灣大學理學院化學系、日本東京大學藥學部，獲藥學部博士學位。畢業後曾經前往美國國立衛生研究院和心臟研究所等研習，之後由於其蛇毒研究，陸續獲得教育部學術獎等榮譽。1976年7月，因為藥理學、電生理神經科學、神經毒理學等研究成果，獲選第11屆中央研究院院士生命科學組院士。2024年2月1日，病逝於臺北市。

## 外部連結
- （繁體中文） 蛇毒專家張傳炯的傳奇故事